# Los años 70 por...La Década Prodigiosa
Los años 70 por...La Década Prodigiosa' es el título de un LP de la banda La Década Prodigiosa, publicado en 1987.

## Descripción
Siguiendo la estela de los dos discos anteriores, se trata de un conjunto de temas que agrupan, a modo de popurrí, canciones asociadas en función de su letra y en el caso del presente LP por el hecho de que fueron éxito en la década de 1970.
Únicamente el tema Fantasma, con el que se cierra el disco, es original.
En 1988 se sacó una reedición del disco incluyendo una octava canción, Made in Spain (La chica que yo quiero), el tema con el que el grupo participó en el XXXIII Concurso de la Canción de Eurovisión. 

## Ventas
El álbum se mantuvo durante doce semanas en la lista de los más vendidos, según datos de AFYVE, llegando a alcanzar el puesto número 4 en febrero de 1988. Ha alcanzado 3 discos de platino, equivalente a 300 000 copias vendidas.

## Temas
- Libertad - 04:25
- Seventies - 05:42
- Los Setenta 05:42
- Una Fiesta Especial 04:41
- América Latina 04:22
- Con Amor 04:00
- Fantasma 4:05

### Cortes integrados en los temas
A continuación los cortes de canciones integradas en cada uno de los temas popurrí del LP:
| Tema                | Canción del corte                     | Autor                                  | Intérprete original           |
| ------------------- | ------------------------------------- | -------------------------------------- | ----------------------------- |
| Libertad            | Libertad sin ira                      | Armenteros, Herrero, Balades           | Jarcha                        |
| Libertad            | Un ramito de violetas                 | Cecilia                                | Cecilia                       |
| Libertad            | Yo no soy esa                         | Mª de la Trinidad Pérez Miravete       | Mari Trini                    |
| Libertad            | Como un gorrión                       | J.M. Serrat                            | Joan Manuel Serrat            |
| Libertad            | Poetas andaluces                      | M. Díaz ; R. Alberti                   | Aguaviva                      |
| Libertad            | Mi querida España                     | Cecilia                                | Cecilia                       |
| Libertad            | La otra España                        | Juan Carlos Calderón                   | Mocedades                     |
| Libertad            | Aleluya nº 1                          | Luis Eduardo Aute, R. Jiménez          | Massiel                       |
| Seventies           | Seventies                             | M. Aguilar, J. de Juan, Santisteban    |                               |
| Seventies           | Chanson d'amour                       | Wayne Shanklin                         | The Manhattan Transfer        |
| Seventies           | Song sung blue                        | Neil Diamond                           | Neil Diamond                  |
| Seventies           | Wonderin' star                        | Lerner, Loewe                          | Lee Marvin                    |
| Seventies           | Venus                                 | Van Leeowen                            | Shocking Blue                 |
| Seventies           | Sugar, Sugar                          | Jeff Barr, Andy Kim                    | The Archies                   |
| Seventies           | Mony, Mony                            | Tommy James                            | Tommy James and the Shondells |
| Seventies           | Yellow river                          | Jeff Christie                          | Christie                      |
| Seventies           | Son of my father                      | Moroder, Bellote, Holm                 | Chicory Tip                   |
| Seventies           | Whatever you want                     | Parfit, Bown                           | Status Quo                    |
| Los Setenta         | Los setenta                           | M. Aguilar, J. de Juan, M. Santisteban |                               |
| Los Setenta         | Soy rebelde                           | M. Alejandro, A. Magdalena             | Jeannette                     |
| Los Setenta         | Sólo pienso en ti                     | Víctor Manuel                          | Víctor Manuel                 |
| Los Setenta         | Tómame o déjame                       | J.C. Calderón                          | Mocedades                     |
| Los Setenta         | Eres tú                               | J.C. Calderón                          | Mocedades                     |
| Los Setenta         | Libre                                 | J.L. Armenteros, P. Herrero            | Nino Bravo                    |
| Los Setenta         | Himno a la alegría                    | Orbe, Waldo de los Ríos                | Miguel Ríos                   |
| Una fiesta especial | Una fiesta especial                   | M. Aguilar, J. de Juan, M. Santisteban |                               |
| Una fiesta especial | Gloria                                | U. Tozzi                               | Umberto Tozzi                 |
| Una fiesta especial | Super Super Man                       | D. Vaona, P. Filisatti, M. Bosé        | Miguel Bosé                   |
| Una fiesta especial | Help (Get Me Some Help)               | D. Vangarde, Byl Nelly                 | Tony Ronald                   |
| Una fiesta especial | Mami Panchita                         | Juan Pardo                             | Juan Pardo                    |
| Una fiesta especial | Paloma blanca                         | G. Baker                               | George Baker                  |
| Una fiesta especial | Me gustas mucho                       | Juan Gabriel                           | Rocío Dúrcal                  |
| Una fiesta especial | Fiesta                                | R. Farrán, L. Graves                   | Los del Sol                   |
| Una fiesta especial | Saca güisqui cheli                    | J. Seijas, LG. Escolar                 | Desmadre 75                   |
| América Latina      | América Latina                        | M. Aguilar, J. de Juan, M. Santisteban |                               |
| América Latina      | It never rains in southern California | A. Hammond, M. Hazlewwod               | Albert Hammond                |
| América Latina      | Échame a mí la culpa                  | J.A. Espinosa.                         | Albert Hammond                |
| América Latina      | Lupita                                | J. Granados                            | Julián Granados               |
| América Latina      | Oye cómo va                           | T. Puente                              | Carlos Santana                |
| América Latina      | The Speak up Mambo                    | Al Castellanos                         | The Manhattan Transfer        |
| América Latina      | Guantanamera                          | J. Fernández                           | Pete Seeger                   |
| América Latina      | Un millón de amigos                   | R. Carlos, C. Erasmo, McCluskey        | Roberto Carlos                |
| Con amor            | Con amor                              | M. Aguilar, J. de Juan, M. Santisteban |                               |
| Con amor            | Busca un amor                         | J. Pardo                               | Juan Pardo                    |
| Con amor            | Tengo tu amor                         | P. Herrero, J.L. Armenteros            | Fórmula V                     |
| Con amor            | Es muy fácil                          | C. Zubiaga                             | Los Mitos                     |
| Con amor            | Acalorado                             | D. Vangarde                            | Los Diablos                   |
| Con amor            | La fiesta de Blas                     | P. Herrero, J.L. Armenteros            | Fórmula V                     |
| Con amor            | Ahora sé que me quieres               | P. Herrero, J.L. Armenteros            | Fórmula V                     |
| Con amor            | Tengo tu amor                         | P. Herrero, J.L. Armenteros            | Fórmula V                     |